# Халк овози
«Халк ово́зи» (узб. «Халқ овози» газетаси; тадж. Рӯзномаи «Халқ овозӣ») — центральная республиканская общественно-политическая газета на узбекском языке, издающаяся в Таджикистане. Является одним из официальных изданий правительства Республики Таджикистан. Главный офис газеты находится в центре Душанбе, на проспекте Саади Ширази. Название газеты с узбекского языка переводится как Го́лос наро́да. В 1929—1955 годах называлась «Кизи́л Тоджикисто́н» (Кра́сный Таджикиста́н), в 1955—1992 годах «Сове́т Тоджикистони́» (Сове́тский Таджикиста́н).
В наше время выходит раз в неделю, тиражом более шесть тысяч экземпляров, и состоит из восьми страниц. Большая часть тиража распространяется по подписке в государственных учреждениях с узбекоязычными сотрудниками, оставшаяся часть на продажу и для остальных подписчиков газеты. Издается только на узбекском языке, на узбекской кириллице. Газета также имеет свой официальный сайт khalkovozi.tj на узбекском языке, где публикуются новости и другие статьи, хранится архив газеты.
Газета начала выходить на свет с февраля 1929 года, когда ещё существовала Таджикская АССР, которая входила в состав Узбекской ССР. В конце того же года образовалась самостоятельная Таджикская ССР. Являлась одним из официальных печатных органов ЦК КП Таджикской ССР, и до 1955 года называлась «Кизи́л Тоджикисто́н» (Қизил Тожикистон — то есть Кра́сный Таджикиста́н в переводе с узбекского языка), и была переименована в «Сове́т Тоджикистони́» (Совет Тожикистони — то есть Сове́тский Таджикиста́н в переводе с узбекского языка). Газета выходила ежедневно, а тираж доходил до 93,5 тыс. экземпляров. В 1963 году газета была награждена орденом Трудового Красного Знамени. После распада СССР и обретения независимости Таджикистаном, газета сменила своё название на «Халк ово́зи» (Халқ овози — Го́лос наро́да в переводе с узбекского языка). Во время шестилетней гражданской войны в Таджикистане в 1992—1997 годах, как и остальные СМИ страны пришёл в упадок, но после окончания гражданской войны снова работал полноценно, даже во время неофициальной холодной войны между Таджикистаном и Узбекистаном, отношения которых ухудшились в конце 1990-х годов и наконец нормализовались и обрели дружественные отношения лишь к 2017 году.

## Сотрудники
- 1946—1953 — заведующий отделом и заместитель редактора газеты Усман, Таджи.
- 1960—1964 — редактор Гадоев, Хамид.